# Pterolophia subdentaticornis
Pterolophia subdentaticornis là một loài bọ cánh cứng trong họ Cerambycidae.